# Torneo Rio-San Paolo
Il Torneio Rio-São Paulo (in italiano: Torneo Rio-San Paolo) è stata una competizione calcistica brasiliana disputata dai club dello Stato di Rio de Janeiro e quello di San Paolo.
Disputato per la prima volta nel 1933, fu ripreso dal 1950 al 1966, nel 1993 e dal 1997 al 2002.

## Storia
La prima edizione del torneo fu disputata nel 1933 con la partecipazione di 12 squadre, 5 provenienti dallo stato di Rio de Janeiro e 7 dallo stato di San Paolo. Le partite disputate tra squadre dello stesso stato eran valide anche per i rispettivi campionati statali (Campionato Carioca per le squadre di Rio de Janeiro e Campionato Paulista per quelle di San Paolo).
L'anno seguente si provò ad organizzare una nuova edizione del torneo ma con meno partite, inserendo una fase di qualificazione a livello statale. Questa fase di qualificazione però non venne conclusa e quindi il torneo, che doveva essere ad eliminazione diretta, non fu disputato.
Il Torneo Rio-San Paolo fu nuovamente organizzato nel 1940 con 9 partecipanti, seguendo la formula già usata nel 1933, fu però interrotto a metà e quindi non fu decretato alcun campione.
Nel 1950 il torneo fu ripreso con regolarità ma dimezzando il numero di partite: le squadre partecipanti, infatti, si affrontavano solo una volta e non con partite di andata e ritorno come in precedenza. Il numero dei partecipanti fu inizialmente 8 per poi passere a 10 nel 1952. La formula del torneo rimase tale fino al 1961, quando fu introdotto un secondo turno tra le migliori squadre di ogni stato per decretare il vincitore della manifestazione. Nel 1963 si tornò alla formula precedente che rimase in vigore fino al 1966 (eccezion fatta per il 1965), quando si sospese l'organizzazione del torneo.
Nel 1993 venne nuovamente organizzata un'edizione del Torneo Rio-San Paolo con una fase a gironi prima e una ad eliminazione diretta poi. Il torneo venne successivamente ripreso con regolarità nel 1997, dapprima solo con una fase ad eliminazione diretta e poi, dal 1998, anche con una fase iniziale a gironi. Dopo il 2002 il torneo fu definitivamente cancellato.
Le ultime 3 edizione della manifestazione davano anche diritto a partecipare alla Copa dos Campeões, competizione che stabiliva una delle rappresentanti del Brasile nella Coppa Libertadores dell'anno seguente.

## Albo d'oro
| Anno          | Classifica                                                    | Classifica                                                   | Capocannoniere                                               | Capocannoniere                                               | Capocannoniere                                               |
| Anno          | Vincitore                                                     | Secondo                                                      | Giocatore                                                    | Squadra                                                      | Reti                                                         |
| ------------- | ------------------------------------------------------------- | ------------------------------------------------------------ | ------------------------------------------------------------ | ------------------------------------------------------------ | ------------------------------------------------------------ |
| 1933 Dettagli | Palestra Itália (SP)                                          | S.P. da Floresta (SP)                                        | Waldemar de Brito                                            | S.P. da Floresta                                             | 33                                                           |
| 1934          | Non disputato (interrotto durante la fase di qualificazione)  | Non disputato (interrotto durante la fase di qualificazione) | Non disputato (interrotto durante la fase di qualificazione) | Non disputato (interrotto durante la fase di qualificazione) | Non disputato (interrotto durante la fase di qualificazione) |
| 1940 Dettagli | Fluminense (RJ) Flamengo (RJ)                                 |                                                              |                                                              |                                                              |                                                              |
| 1950 Dettagli | Corinthians (SP)                                              | Vasco da Gama (RJ)                                           | Baltazar                                                     | Corinthians                                                  | 9                                                            |
| 1951 Dettagli | Palmeiras (SP)                                                | Corinthians (SP)                                             | Ademir Aquiles Liminha                                       | Vasco da Gama Palmeiras                                      | 9                                                            |
| 1952 Dettagli | Portuguesa (SP)                                               | Vasco da Gama (RJ)                                           | Pinga                                                        | Portuguesa                                                   | 11                                                           |
| 1953 Dettagli | Corinthians (SP)                                              | Vasco da Gama (RJ)                                           | Vasconcelos                                                  | Santos                                                       | 8                                                            |
| 1954 Dettagli | Corinthians (SP)                                              | Fluminense (RJ)                                              | Dino da Costa Simões                                         | Botafogo America-RJ                                          | 7                                                            |
| 1955 Dettagli | Portuguesa (SP)                                               | Palmeiras (SP)                                               | Edmur                                                        | Portuguesa                                                   | 11                                                           |
| 1957 Dettagli | Fluminense (RJ)                                               | Vasco da Gama (RJ)                                           | Waldo                                                        | Fluminense                                                   | 13                                                           |
| 1958 Dettagli | Vasco da Gama (RJ)                                            | Flamengo (RJ)                                                | Gino                                                         | San Paolo                                                    | 12                                                           |
| 1959 Dettagli | Santos (SP)                                                   | Vasco da Gama (RJ)                                           | Henrique                                                     | Flamengo                                                     | 9                                                            |
| 1960 Dettagli | Fluminense (RJ)                                               | Botafogo (RJ)                                                | Quarentinha Waldo                                            | Botafogo Fluminense                                          | 11                                                           |
| 1961 Dettagli | Flamengo (RJ)                                                 | Botafogo (RJ)                                                | Coutinho Pepe                                                | Santos                                                       | 9                                                            |
| 1962 Dettagli | Botafogo (RJ)                                                 | San Paolo (SP)                                               | Amarildo                                                     | Botafogo                                                     | 8                                                            |
| 1963 Dettagli | Santos (SP)                                                   | Corinthians (SP)                                             | Pelé                                                         | Santos                                                       | 14                                                           |
| 1964 Dettagli | Botafogo (RJ) Santos (SP)                                     |                                                              | Coutinho                                                     | Santos                                                       | 11                                                           |
| 1965 Dettagli | Palmeiras (SP)                                                | Vasco da Gama (RJ)                                           | Ademar Pantera Flávio Minuano                                | Palmeiras Corinthians                                        | 14                                                           |
| 1966 Dettagli | Botafogo (RJ) Corinthians (SP) Santos (SP) Vasco da Gama (RJ) |                                                              | Parada                                                       | Botafogo                                                     | 8                                                            |

| Anno          | Finale             | Finale      | Finale             | Capocannoniere                         | Capocannoniere                | Capocannoniere |
| Anno          | Vincitore          | Risultato   | Secondo            | Giocatore                              | Squadra                       | Reti           |
| ------------- | ------------------ | ----------- | ------------------ | -------------------------------------- | ----------------------------- | -------------- |
| 1993 Dettagli | Palmeiras (SP)     | 2 - 0 0 - 0 | Corinthians (SP)   | Renato Gaúcho                          | Flamengo                      | 6              |
| 1997 Dettagli | Santos (SP)        | 2 - 1 2 - 2 | Flamengo (RJ)      | Romário                                | Flamengo                      | 7              |
| 1998 Dettagli | Botafogo (RJ)      | 3 - 2 2 - 2 | San Paolo (SP)     | Dodô                                   | San Paolo                     | 5              |
| 1999 Dettagli | Vasco da Gama (RJ) | 3 - 1 2 - 1 | Santos (SP)        | Bebeto Guilherme Alessandro Cambalhota | Botafogo Vasco da Gama Santos | 5              |
| 2000 Dettagli | Palmeiras (SP)     | 2 - 1 4 -0  | Vasco da Gama (RJ) | Romário                                | Vasco da Gama                 | 12             |
| 2001 Dettagli | San Paolo (SP)     | 4 - 1 2 - 1 | Botafogo (RJ)      | França                                 | San Paolo                     | 6              |
| 2002 Dettagli | Corinthians (SP)   | 3 - 2 1 - 1 | San Paolo (SP)     | França                                 | San Paolo                     | 19             |

## Vittorie per squadra
Tra parentesi è indicato il numero dei titoli condivisi.
| Squadra       | Stato          | Titoli | Anni                         |
| ------------- | -------------- | ------ | ---------------------------- |
| Corinthians   | San Paolo      | 5 (1)  | 1950, 1953, 1954, 1966, 2002 |
| Palmeiras     | San Paolo      | 5      | 1933, 1951, 1965, 1993, 2000 |
| Santos        | San Paolo      | 5 (2)  | 1959, 1963, 1964, 1966, 1997 |
| Botafogo      | Rio de Janeiro | 4 (2)  | 1962, 1964, 1966, 1998       |
| Vasco da Gama | Rio de Janeiro | 3 (1)  | 1958, 1966, 1999             |
| Fluminense    | Rio de Janeiro | 3 (1)  | 1940, 1957, 1960             |
| Flamengo      | Rio de Janeiro | 2 (1)  | 1940, 1961                   |
| Portuguesa    | San Paolo      | 2      | 1952, 1955                   |
| San Paolo     | San Paolo      | 1      | 2001                         |

## Vittorie per stato
| Stato          | Titoli |
| -------------- | ------ |
| San Paolo      | 18     |
| Rio de Janeiro | 12     |